# Harry Meyen
Harry Meyen, pseudonimo di Harald Haubenstock (Amburgo, 31 agosto 1924 – Amburgo, 15 aprile 1979), è stato un attore, regista e doppiatore tedesco, che fu all'apice della carriera soprattutto negli anni cinquanta-sessanta.

## Biografia
Meyen nacque ad Amburgo, in Germania, figlio di un mercante ebreo che venne deportato in un campo di concentramento durante il regime nazista. Il diciottenne Meyen venne a sua volta incarcerato in quanto Mischling (di sangue misto) e deportato nel campo di concentramento di Neuengamme.
Come attore, partecipò dalla fine degli anni quaranta in poi a circa una cinquantina di produzioni, tra cinema e televisione, mentre come regista diresse alcune produzioni televisive degli anni cinquanta, sessanta e settanta. Come doppiatore, prestò la propria voce ad attori quali Dirk Bogarde, Robert Mitchum, Michel Piccoli, Peter Sellers e Jean-Louis Trintignant.
Fu il marito delle attrici Romy Schneider e Anneliese Römer e il compagno dell'attrice e doppiatrice Anita Lochner. Vittima dell'alcol, dell'abuso di farmaci e della depressione, Harry Meyen si tolse la vita il 15 aprile (o 14 aprile secondo altre fonti) 1979, impiccandosi con una sciarpa ad una scala nella sua casa di Amburgo-Harvestehude, all'età di 54 anni. È sepolto ad Amburgo nel Cimitero monumentale di Ohlsdorf.

## Filmografia

### Attore

#### Cinema
- Arche Nora, regia di Werner Klingler (1948)
- K - Das Haus des Schweigens, regia di Hans Hinrich (1951)
- Der große Zapfenstreich, regia di George Hurdalek (1952)
- La mandragora (Alraune), regia di Arthur Maria Rabenalt (1952)
- Senza veli (Wir tanzen auf dem Regenbogen), regia di Carmine Gallone e Arthur Maria Rabenalt (1952)
- Geliebtes Leben, regia di Rolf Thiele (1953)
- Regina Amstetten, regia di Kurt Neumann (1954)
- Der treue Husar, regia di Rudolf Schündler (1954)
- Fräulein vom Amt, regia di Carl-Heinz Schroth (1954)
- Il generale del diavolo (Des Teufels General), regia di Helmut Käutner (1955)
- Nacht der Entscheidung, regia di Falk Harnack (1956)
- Meine 16 Söhne, regia di Hans Domnick (1956)
- Junger Mann, der alles kann, regia di Thomas Engel (1957)
- Skandal in Ischl, regia di Rolf Thiele (1957)
- I legionari (Madeleine und der Legionär), regia di Wolfgang Staudte (1958)
- Notti di Pietroburgo (Petersburger Nächte), regia di Paul Martin (1958)
- Der eiserne Gustav, regia di George Hurdalek (1958)
- Freddy, die Gitarre und das Meer, regia di Wolfgang Schleif (1959)
- Sissi e il granduca (Alt Heidelberg), regia di Ernst Marischka (1959)
- La gran vita (Das kunstseidene Mädchen), regia di Julien Duvivier (1960)
- Notte d'inferno (Liebling der Götter), regia di Gottfried Reinhardt (1960)
- Sturm im Wasserglas, regia di Josef von Báky (1960)
- Eine Frau fürs ganze Leben, regia di Wolfgang Liebeneiner (1960)
- Divisione Lebensborn (Lebensborn), regia di Werner Klingler (1961)
- Il gioco dell'assassino (Mörderspiel), regia di Helmuth Ashley (1961)
- Lo scandalo Sibelius (Frauenarzt Dr. Sibelius), regia di Rudolf Jugert (1962)
- La rossa (Die Rote), regia di Helmut Käutner (1962)
- L'omicida (Le meurtrier), regia di Claude Autant-Lara (1963)
- La tomba insanguinata (Die Gruft mit dem Rätselschloß), regia di Franz Josef Gottlieb (1964)
- Parigi brucia? (Paris brûle-t-il?), regia di René Clément (1966)
- Agli ordini del Führer e al servizio di Sua Maestà (Triple Cross), regia di Terence Young (1966)
- Love Birds - Una strana voglia d'amare (Komm, süßer Tod), regia di Mario Caiano (1969) (nelle scene tagliate)

#### Televisione
- Der Schlachtenlenker, regia di Hanns Farenburg – film TV (1953)
- Prozeß in Dur, regia di Peter A. Horn – film TV (1953)
- Träume auf Raten, regia di Peter A. Horn – film TV (1953)
- Ein Mann aus einer großen Stadt, regia di Fritz Schröder-Jahn – film TV (1954)
- Die Galerie der großen Detektive – serie TV, episodio 1x06 (1955)
- Drei Väter, regia di Volker von Collande – film TV (1955)
- Das Konzert, regia di Werner Völger – film TV (1956)
- Wie führe ich eine Ehe?, regia di Hannes Tannert – film TV (1956)
- Das Friedensfest, regia di Werner Völger – film TV (1956)
- Die respektvolle Dirne, regia di Konrad Wagner – film TV (1957)
- Die letzte Station, regia di Reinhard Elsner – film TV (1958)
- Clavigo, regia di Werner Völger – film TV (1959)
- Mrs. Billings' Scheidung, regia di William Trenk – film TV (1961)
- Die fünfte Kolonne – serie TV, episodio 1x02 (1963)
- Der Tag des Zornes, regia di Kurt Meisel – film TV (1966)
- Einer muß der Dumme sein, regia di Heribert Wenk – film TV (1971)
- Der Kommissar – serie TV, episodi 4x04-6x08-6x15 (1972-1974)
- Schließfach 763, regia di Wolfgang Staudte – film TV (1975)
- Ein Fall für Sie! - Sprechstunde nach Vereinbarung, regia di Kurt Ulrich – film TV (1975)
- Indiskret, regia di Wolfgang Glück – film TV (1977)
- Il commissario Köster (Der Alte) – serie TV, episodio 1x04 (1977)
- L'ispettore Derrick – serie TV, episodio 2x10-4x07 (1975-1977)

### Regista
- Ein klarer Fall – film TV (1959)
- Der Schuster von Parlermo – film TV (1959)
- Endspurt – film TV (1963)
- Bunbury – film TV (1964)
- Monde und Sonnen – film TV (1965)

### Regista e sceneggiatore
- Penelope oder Die Lorbeermaske – film TV (1958)